# Jack Delaney (Musiker)
Jack Delaney (* 27. August 1930 in New Orleans; † 22. September 1975 ebenda) war ein US-amerikanischer Jazzposaunist (auch Gesang, Trompete) des Dixieland.

## Leben
Jack Delaney studierte am Southeastern Louisiana College und arbeitete Ende der 1940er und Anfang der 1950er Jahre in New Orleans mit Johnny Reininger (1949–51), Sharkey Bonano (1951–53) und Tony Almerico (1953/54). Aufnahmen entstanden vor allem Mitte der 1950er Jahre mit Almericos Parisian Room Band, die die Sängerin Lizzie Miles begleitete. Er nahm in dieser Zeit auch mit eigenen Formationen auf sowie mit Ken Colyer und Pete Fountain auf. Ab 1958 arbeitete er im Roosevelt Hotel in New Orleans mit Leon Kellner, später erneut mit Pete Fountain. Im Bereich des Jazz war er zwischen 1950 und 1977 an 52 Aufnahmesessions beteiligt.

## Diskographische Hinweise
- Jack Delaney and George Girard in New Orleans (Southland Records, 1954)
- Dixieland (Way Down Yonder in New Orleans) (Southland Records, 1955)
- Jack Delaney and His New Orleans Jazz Babies (Southland Records, 1955), mit Pete Fountain, Chink Martin, Roy Zimmerman, Joe Capraro, Monk Hazel
- Jack Delaney with Lee Collins (Southland Records, 1955)